# 자본잠식
자본잠식(資本蠶食, 영어: capital impairment)은 순자산(자본)(equity)이 자본금(資本金, Legal captial)보다 더 적은 상태를 말한다.

## 정의
정상적인 회사라면 재무 상태는 '자본=자본금+잉여금'이라는 기본 구조를 갖추게 된다. 그런데 계속해서 적자가 나 결손금이 누적되면 기존의 잉여금으로 결손을 메워야 한다. 만일 회사의 적자폭이 커져 잉여금이 바닥나고 납입자본금을 상쇄하기 시작하면 이를 자본잠식 또는 부분잠식상태라고 한다.
특히 누적적자가 많아져 잉여금은 물론 납입자본금마저 모두 잠식하면 결국 자본이 모두 바닥나게 되고 자본총계가 마이너스 상태로 접어들게 되는데, 이를 자본전액잠식 또는 완전자본잠식(完全資本蠶食, 영어: negative shareholders' equity)이라 한다.
자본금이 50% 이상 잠식된 기업은 관리종목으로 지정되며 2년 계속될 경우 상장폐지된다. 자본금이 전액잠식된 기업은 관리종목 지정없이 즉시 상장폐지된다. 자본잠식을 해소하기 위해서 일반적으로 무상감자를 활용하고 있다.

## 같이 보기
- 상장폐지
- IFRS